# Diagrama T-S

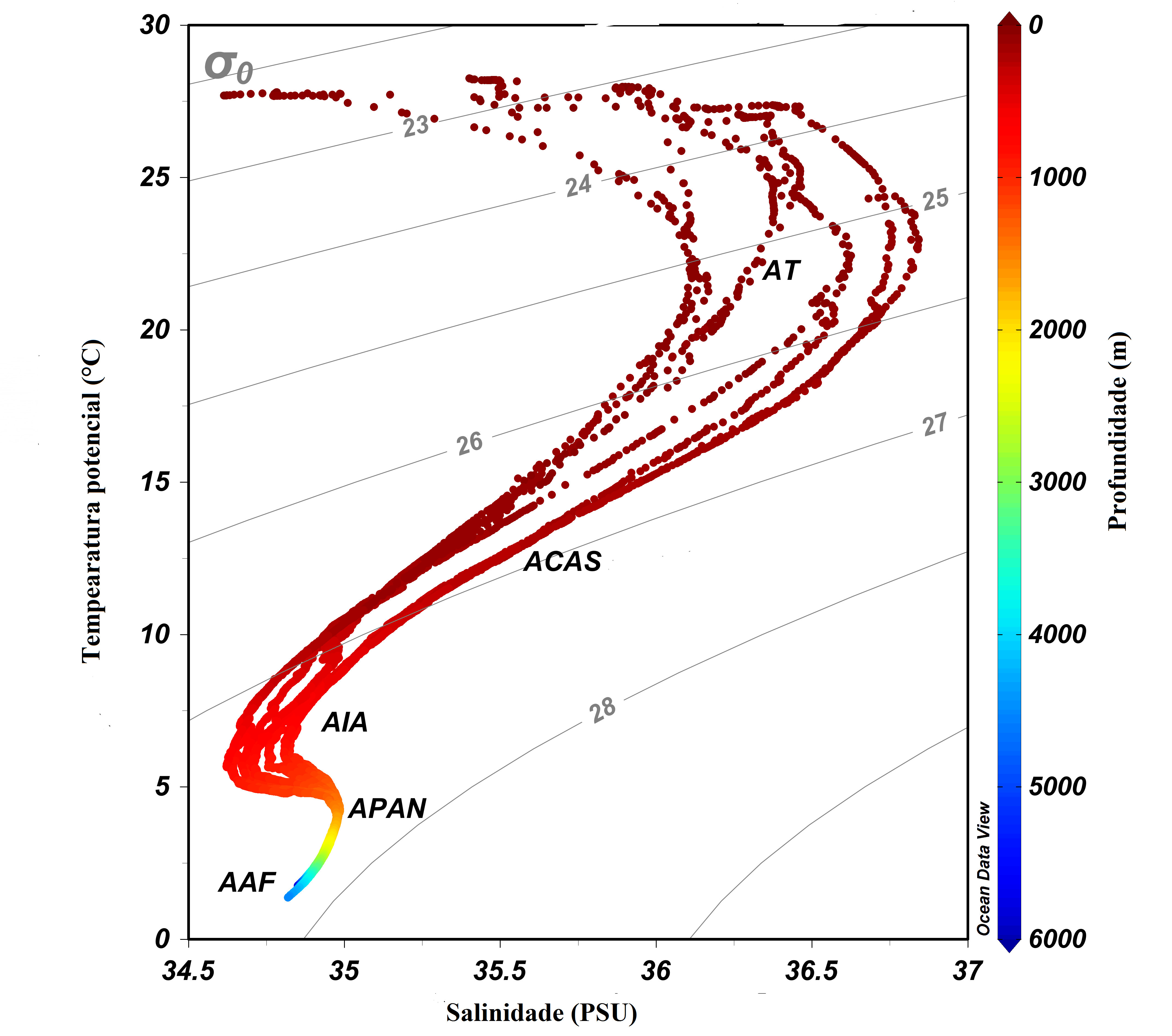
Diagrama T-S de diversos perfis verticais obtidos ao longo da coluna de água com um CTD. Os perfis plotados no diagrama foram realizados no Atlântico Norte ao longo do meridiano de 38° W e entre as latitudes de 6 e 15° N. As curvas pretas pontilhadas representam isolinhas de densidade potencial.

Em oceanografia, diagrama T-S é uma representação gráfica que combina perfis verticais de salinidade e temperatura na coluna de água do oceano, facilitando a identificação de diferentes massas de água. Assim, uma determinada parte da curva do diagrama T-S representa uma determinada massa de água. Em diferentes regiões oceânicas são obtidos diferentes tipos de diagrama T-S, pois a salinidade e a temperatura variam de região para região.
Na oceanografia física, a representação da temperatura em função da salinidade permite estudar massas de água. Ela é uma representação da temperatura potencial (θ) em função da salinidade (S). Isso significa que a temperatura é plotada no eixo das ordenadas (y), enquanto a salinidade é plotada no eixo das abcissas (x). Além disso, um típico diagrama T-S também apresenta curvas de contorno que representam isolinhas de densidade potencial. As massas de água existentes no fundo do oceano são sempre mais densas do que aquelas localizadas na superfície.

## Histórico
Os diagramas T-S surgiram no início do século XX, sendo empregados em estudos de massas de água e suas misturas no oceano global. Em 1911, o cientista Björn Helland-Hansen foi o primeiro a plotar dados de temperatura e salinidade em um plano cartesiano, criando assim um diagrama T-S. Ele descreveu as variações de temperatura e salinidade em amostras de água oceânica, demonstrando a capacidade prática do diagrama T-S. Em meados do século XX, o cientista V. B. Shtokman descreveu a teoria analítica das curvas T-S.

## Temperatura e salinidade
A temperatura é uma medida indireta do grau de agitação das moléculas em um determinado sistema e está correlacionada com a energia desse sistema. No oceano, a temperatura da água do mar diminui com o aumento da profundidade. A água próxima ao fundo é fria e sua temperatura é relativamente constante. Em geral, três camadas de temperatura podem ser identificadas no oceano:
1. Camada superficial: também conhecida como camada de mistura, ela apresenta espessura típica de 50 a 200 m e temperaturas relativamente homogêneas;
2. Termoclina: essa camada apresenta espessura de 200 a 1000 m, correspondendo à camada na qual a temperatura diminui rapidamente com a profundidade;
3. Camada profunda: região que estende-se de aproximadamente 1000 m até o assoalho oceânico, apresentando temperaturas bastante homogêneas.

Ao longo da borda leste dos oceanos é possível observar temperaturas mais baixas devido a um processo de ascendência das águas frias provenientes do oceano profundo. Esse fenômeno é conhecido como ressurgência. A temperatura da água no oceano profundo é consideravelmente influenciada pela pressão. Por isso, recomenda-se que estudos de distribuição vertical de massas de água no oceano utilizem a temperatura potencial ao invés da temperatura medida in situ. A temperatura potencial é a temperatura na qual uma amostra de água teria se fosse trazida adiabaticamente (isto é, sem trocas de calor) à superfície do oceano.
Em oceanografia, a definição de salinidade da água do mar é um conceito complexo. Essa definição já foi alterada diversas vezes desde o início do século XX.[carece de fontes?] De maneira simples, pode-se definir salinidade como a quantidade de sais dissolvidos em um quilograma de água do mar. Ao contrário da temperatura, a salinidade varia pouco no oceano global. Em um perfil vertical, a zona onde há variações bruscas no gradiente de salinidade com o aumento da profundidade é chamada de haloclina. Em algumas regiões de alta latitude (como o Oceano Ártico, o Mar de Bering e o Oceano Austral), as águas superficiais são menos salgadas do que as águas profundas.

## Representação e uso

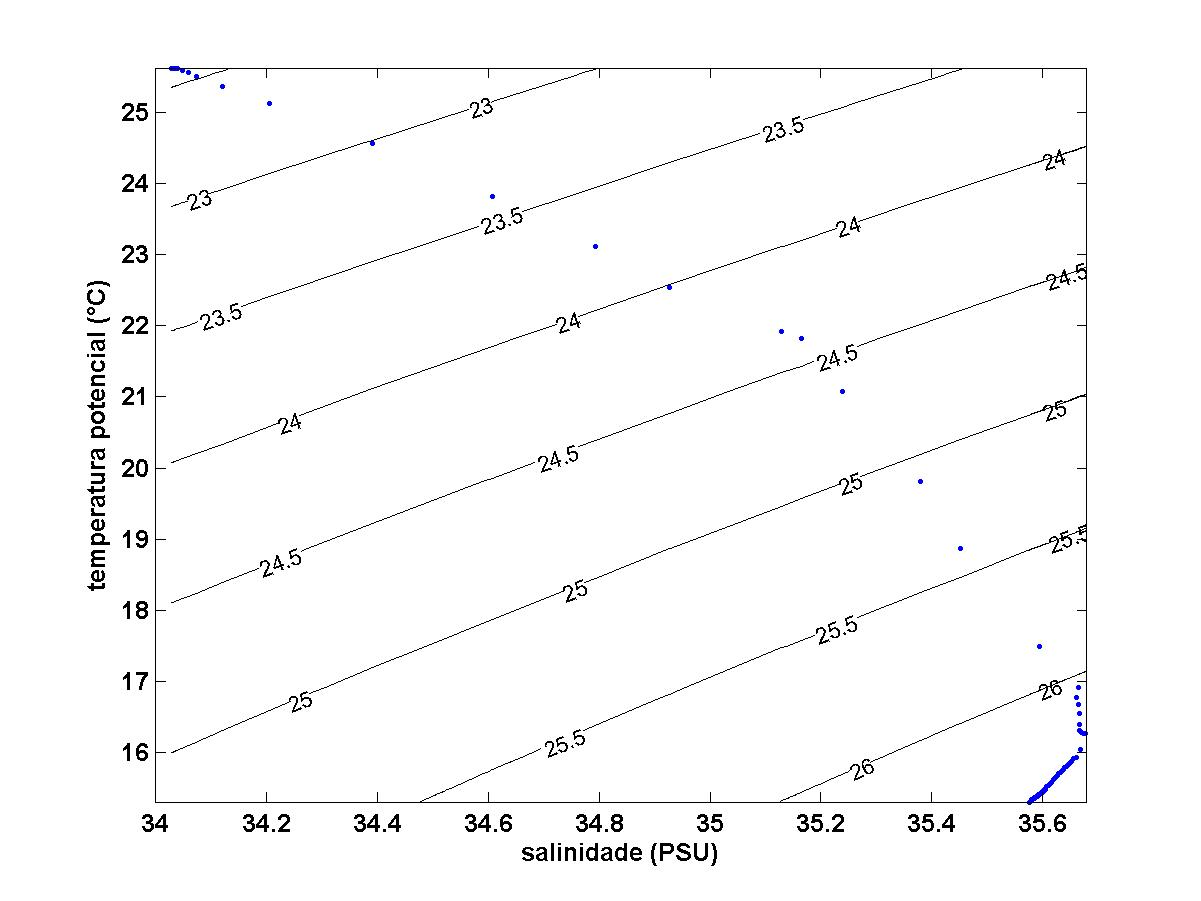
Exemplo de diagramas T-S com isolinhas de densidade potencial. Esse diagrama foi feito a partir de dados coletados com CTD na zona costeira do Golfo da Guiné.

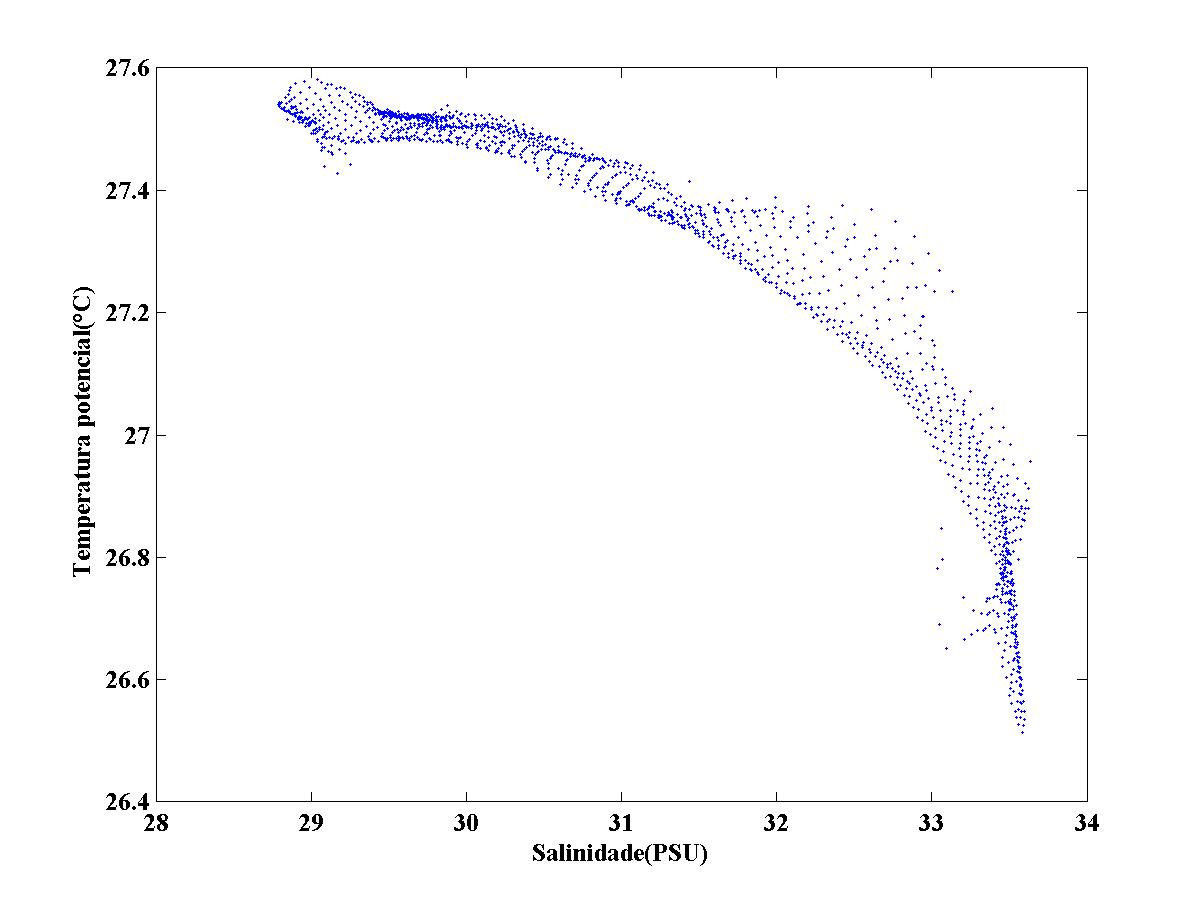
Exemplo de diagrama T-S sem isolinhas de densidade potencial. Esse diagrama foi feito a partir de dados obtidos a 2 m de profundidade no Oceano Atlântico (latitudes de 1° S a 6° N e longitudes de 3° E a 10° E).

Há alguns tipos de representação do diagrama T-S. Por exemplo, ele pode ser representado com isolinhas de mesma densidade ou sem essas isolinhas. Considerando que a densidade da água do mar é uma função da salinidade, temperatura e pressão, o ideal é que essa variável seja plotada no diagrama T-S. Assim, a representação com isolinhas de densidade é a mais utilizada na oceanografia física porque facilita o estudo das massas de água. O diagrama T-S também pode ser usado para estudar as massas de água somente em uma determinada faixa da coluna de água, como a superfície do oceano.

## Caracterização de massas de água no Atlântico Sul
O conceito de massa de água foi emprestado da meteorologia, que classifica diferentes parcelas de ar com características específicas como "massas de ar". Analogamente, massa de água é uma porção de água do mar caracterizada por condições específicas de temperatura, salinidade e outros parâmetros físico-químicos como oxigênio dissolvido, nutrientes, etc. A maioria das massas de água encontradas no oceano são formadas na superfície através de processos de troca de calor entre o oceano e a atmosfera. Esses processos influenciam intensamente a temperatura e a salinidade da água na superfície do oceano. Como uma determinada massa de água apresenta características típicas de salinidade e temperatura, pode-se usar o diagrama T-S para identificar as massas de água. Diferentes massas de água podem ser identificadas de acordo com suas origens e algumas características particulares:
- Água costeira (AC): geralmente apresenta salinidade mais baixa devido à influência do aporte de água doce proveniente dos continentes.
- Água nerítica: está localizada sobre a plataforma continental e também pode sofrer alguma influência do aporte de água doce proveniente dos continentes.[6]
- Água tropical (AT): caracterizada por uma salinidade superior a 35,9 e temperatura superior a 18 °C.[7] Essa massa de água é encontrada na bacia oceânica (isto é, distante da influência continental) e estende-se da superfície até cerca de 200 m de profundidade.[7]
- Água Central do Atlântico Sul (ACAS): originada na zona de convergência subtropical do Atlântico Sul. Essa massa de água é caracterizada por salinidades de 34,3 a 35,8 e temperaturas de 5 a 18 °C.[8][9][10] Situa-se entre 100 e 800 m de profundidade.[11]
- Água Intermediária Antártica (AIA): originada na zona de convergência antártica. Esta massa de água é caracterizada por salinidades de 33,8 a 34,8 e temperaturas de 2 a 6°C.[11] Situa-se entre 500 e 1500 m de profundidade, com núcleo em torno de 1000 m de profundidade.[11]
- Água Profunda do Atlântico Norte (APAN): formada próximo às costas leste e oeste da Groenlândia. Essa massa de água tem salinidade elevada (34,8 a 35,0) e temperatura entre 1,5 e 4,0 °C. Situa-se entre 1500 e 3000 m de profundidade.[11]
- Água Antártica de Fundo (AAF): formada principalmente nos mares de Weddell e Ross, ambos localizados no entorno do continente antártico. É a mais fria de todas as massas de água. Ela tem temperaturas de -1,8 a 0.5°C e seus valores de salinidades estão entre 34,88 e 34,94.[11] Situa-se abaixo da Água Profunda do Atlântico Norte e estende-se até o assoalho oceânico.

As massas de água listadas acima são típicas, pois preservam suas propriedades obtidas na superfície. Entretanto, também podem ser formadas massas de água resultantes da mistura de massas de água típicas.

## Identificação de misturas de massas de água
As massas de água conservam suas características de temperatura e salinidade a partir do momento em que mergulham da superfície em direção ao interior do oceano. Nele, as massas de água movem-se devido a pequenas variações de densidade entre duas massas de água. Esse processo é conhecido como circulação termohalina. Tal circulação é deduzida a partir da distribuição de traçadores, como temperatura, salinidade, concentração de oxigênio dissolvido, concentração do gás freon e distribuição do radionuclídeo tritio. Assim, a mistura de diferentes massas de água pode ser identificada no diagrama T-S a partir dos traçadores temperatura e salinidade.
Há dois tipos de mistura de massas de água: mistura isopicnal e mistura diapicnal. A primeira é observada quando a mistura entre duas massas de água ocorre ao longo de uma isolinha de densidade. Já a segunda é observada quando a mistura entre duas massas de água cruza isolinhas de densidade. Ambas as misturas podem ocorrer com diferentes tipos de massas de água. Quando duas massas de água diferentes são misturadas por processos difusivos, o resultado é a projeção de uma linha de mistura que une os pontos de ambas as massas de água no diagrama T-S. O resultado final da mistura depende das quantidades iniciais de cada massa de água típica.